# Vučak (miasto Smederevo)
Vučak (cyr. Вучак) – wieś w Serbii, w okręgu podunajskim, w mieście Smederevo. W 2011 roku liczyła 1890 mieszkańców.